# Bulbophyllum leptanthum
Bulbophyllum leptanthum är en orkidéart som beskrevs av Joseph Dalton Hooker. Bulbophyllum leptanthum ingår i släktet Bulbophyllum och familjen orkidéer. Inga underarter finns listade i Catalogue of Life.